# Ao-shima (Koyama)
Pour les articles homonymes, voir Aoshima.
Ao-shima (青島, Aoshima, litt. « île Bleue ») est une île du lac Koyama, se situant dans la préfecture de Tottori.
D'une superficie de 1,47 km2, c'est la plus grande île du lac. Elle est accessible via un pont routier. 